# Moro Rock
Ne doit pas être confondu avec Morro Rock.
Moro Rock est un sommet de la Sierra Nevada, aux États-Unis. Ce dôme de granite culmine à 2 050 mètres d'altitude dans le comté de Tulare, en Californie. Il est protégé au sein du parc national de Sequoia.

Panorama d'une randonnée aux alentours du Moro Rock. Juillet 2017.